# Cephalotes eduarduli
Cephalotes eduarduli é uma espécie de inseto do gênero Cephalotes, pertencente à família Formicidae.